# پرویز برومند
پرویز برومند شریف (زاده ۹ خرداد ۱۳۵۳ در تهران)، دروازه‌بان بازنشسته اهل ایران است.

## دوران باشگاهی
وی سابقهٔ حضور در باشگاه‌های سپاهان اصفهان، فجر سپاه تهران، فجر سپاسی شیراز، استقلال تهران، راه‌آهن و پارسه تهران را دارد.

## دوران ملی
پرویز برومند در جام جهانی ۱۹۹۸ فرانسه به عنوان دروازه‌بان سوم تیم ملی ایران پس از احمدرضا عابدزاده و نیما نکیسا قرار داشت.
وی در جام ملت‌های آسیا ۲۰۰۰ لبنان پس از مصدومیت هادی طباطبایی دروازه‌بان اول تیم ملی ایران لقب گرفت و در هر ۴ مسابقه در این تورنمنت به میدان رفت و ۲ کلین شیت به ثبت رساند.
او در مجموع در ۲۰ بازی درون دورازه تیم ملی ایران ایستاد.

## افتخارات
باشگاه فوتبال استقلال تهران
قهرمانی
قهرمان لیگ فوتبال ایران ۷۷–۱۳۷۶
قهرمان لیگ فوتبال ایران ۸۰–۱۳۷۹
قهرمان جام حذفی فوتبال ایران ۷۹–۱۳۷۸
قهرمان جام حذفی فوتبال ایران ۸۰–۱۳۷۹
قهرمان جام حذفی فوتبال ایران ۸۱–۱۳۸۰
قهرمان جام اتحادیه باشگاه‌های ایران ۱۳۸۱
بین‌المللی
 نایب قهرمان آسیا جام باشگاه‌های آسیا ۹۹–۱۹۹۸
 مقام سوم آسیا جام باشگاه‌های آسیا ۰۲–۲۰۰۱
قهرمان جام پرزیدنت ترکمنستان ۱۹۹۸
قهرمان جام بین‌المللی خزر ۱۳۷۶
نایب قهرمانی
نایب قهرمان لیگ فوتبال ایران ۷۸–۱۳۷۷
نایب قهرمان لیگ فوتبال ایران ۸۱–۱۳۸۰
نایب قهرمان جام حذفی فوتبال ایران ۷۸–۱۳۷۷

## دستگیری
در جریان خیزش ۱۴۰۱ ایران با انتشار مطالب بسیاری در شبکه‌های اجتماعی از اعتراضات مردمی حمایت کرده بود. او نهایتاً سه‌شنبه ۲۴ آبان ۱۴۰۱ در جریان اعتراضات در سعادت آباد تهران توسط نیروهای امنیتی دستگیر شد.
برخی از خبرگزاری‌ها اتهام او را تخریب اموال عمومی عنوان کرده و او را لیدر اغتشاشات نامیدند.
علی کریمی و کریم باقری که از حامیان معترضین هستند نیز با انتشار مطالبی در شبکه‌های اجتماعی به دستگیری برومند و سروش رفیعی اعتراض کردند.
در تصاویر منتشر شده از برومند، آثار ضرب‌وجرح بر صورت او دیده می‌شود اما علت این جراحات مشخص نیست.